# Kutztown
Kutztown est un borough situé dans le comté de Berks, dans le Commonwealth de Pennsylvanie, aux États-Unis. Sa population, qui s’élevait à 5 012 habitants lors du recensement de 2010, est estimée à 5 192 habitants au 1er juillet 2020.

## Histoire
Kutztown a été incorporée en 1815.

## Personnalité liée à la ville
L'artiste Keith Haring a passé son enfance à Kutztown.

## À noter
La première usine de l'entreprise Saucony a été fondée en 1898 à Kutztown.